# Geniates cylindricus
Geniates cylindricus är en skalbaggsart som beskrevs av Hermann Burmeister 1844. Geniates cylindricus ingår i släktet Geniates och familjen Rutelidae. Inga underarter finns listade i Catalogue of Life.